# Tandahimba
Tandahimba es un valiato de Tanzania perteneciente a la región de Mtwara.
En 2012, el valiato tenía una población de 227 514 habitantes, de los cuales 20 569 vivían en la kata de Tandahimba. Los makondes son la etnia mayoritaria en el valiato.
El valiato se ubica en el centro-este de la región. Limita al norte con la región de Lindi y es fronterizo al sur con Mozambique, marcando la frontera el río Rovuma. La localidad se ubica unos 75 km al suroeste de la capital regional Mtwara, sobre la carretera A19 que lleva a Songea.

## Subdivisiones
Comprende 30 katas:
- Chaume
- Chikongola
- Chingungwe
- Dinduma
- Kitama
- Kwanyama
- Litehu
- Luagala
- Lukokoda
- Lyenje
- Mahuta
- Maundo
- Mchichira
- Mdimbamnyoma
- Mdumbwe
- Michenjele
- Mihambwe
- Mihuta
- Milingodi
- Mkonjowano
- Mkoreha
- Mkundi
- Mkwiti
- Mnyawa
- Nambahu
- Namikupa
- Nanhyanga
- Naputa
- Ngunja
- Tandahimba (la capital)